# Заслуженный военный лётчик Российской Федерации
О почётном звании «Заслу́женный вое́нный лётчик Росси́йской Федера́ции»
«Заслуженный военный лётчик Российской Федерации» — одно из трёх старейших по времени установления ныне действующих почётных званий Российской Федерации. Входит в государственную наградную систему Российской Федерации.

## Основания для присвоения
Почётное звание «Заслуженный военный лётчик Российской Федерации» присваивается Президентом Российской Федерации лётному
составу воинских частей, соединений, объединений, военных учреждений, военно-учебных заведений, других военных организаций и органов управления, имеющему квалификацию военного лётчика I класса или военного лётчика-инструктора I класса, за особые заслуги в освоении авиационной техники, высокие показатели в воспитании и обучении лётных кадров и многолетнюю безаварийную лётную работу в военной авиации.
Присвоение почётных звания «Заслуженный военный лётчик Российской Федерации» производится по представлению Министерства обороны Российской Федерации.

## Порядок присвоения
Почётные звания Российской Федерации присваиваются указами Президента Российской Федерации на основании представлений, внесённых ему по результатам рассмотрения ходатайства о награждении и предложения Комиссии при Президенте Российской Федерации по государственным наградам.

## Нагрудный знак
Лицам, удостоенным звания «Заслуженный военный лётчик Российской Федерации», вручаются грамота о присвоении почётного звания и нагрудный знак установленного образца.
Нагрудный знак «Заслуженный военный лётчик Российской Федерации» носится на правой стороне груди и при наличии у лиц, его удостоенных, орденов размещаются над ними.
Нагрудный знак «Заслуженный военный лётчик Российской Федерации» представляет собой посеребренный многоугольник шириной 27 мм, высотой 23 мм с выпуклой окантовкой. В верхней части знака расположена выпуклая надпись «Заслуженный военный лётчик Российской Федерации», а в нижней — лавровая ветвь и надпись «Россия». На посеребренной основе знака слева вверх по диагонали укреплено позолоченное изображение реактивного самолёта.
Знак посредством кольца и звена соединяется с посеребренной колодкой, имеющей по бокам выемку. Вдоль основания колодки идут прорези. Внутренняя часть колодки покрыта муаровой трехцветной лентой в соответствии с расцветкой Государственного флага Российской Федерации. Колодка имеет на оборотной стороне нарезной штифт с гайкой для прикрепления знака к одежде. Основа знака и колодка изготавливаются из нейзильбера, а изображение самолёта — из томпака.

## История звания
Почётное звание «Заслуженный военный лётчик Российской Федерации» установлено Законом Российской Федерации от 20 марта 1992 года № 2555-1 «Об установлении почётных званий „Лётчик-космонавт Российской Федерации“, „Заслуженный военный лётчик Российской Федерации“ и „Заслуженный военный штурман Российской Федерации“». Тем же законом утверждено единое Положение о почётных званиях «Заслуженный военный лётчик Российской Федерации» и «Заслуженный военный штурман Российской Федерации».